# Elecciones federales de México de 1924
Las elecciones federales de México de 1924 fueron las elecciones que se llevaron a cabo en México el 6 de julio de 1924. En ellas se renovaron los siguientes cargos de elección popular:
- Presidente de la República. Jefe de Estado y de Gobierno, electo para un periodo de cuatro años sin posibilidad de reelección, que comenzaría su encargo el 1 de diciembre del mismo año. El candidato electo fue Plutarco Elías Calles.[1][2]
- 29 senadores. Miembros de la cámara alta del Congreso de la Unión para integrar la XXXI Legislatura. Un senador elegido de manera directa por cada estado de la República y el Distrito Federal para un periodo de dos años con posibilidad de reelección inmediata.

- 266 diputados federales. Miembros de la cámara baja del Congreso de la Unión para integrar la XXXI Legislatura. Un diputado elegido por mayoría relativa en cada distrito para un periodo de dos años con posibilidad de reelección inmediata.

## Resultados electorales
|  | 84.15 % |

|  | 15.85 % |

|  | 0.01 % |

|  | 100.0 % |